# Safonovo (Múrom)
|  | Per a altres significats, vegeu «Safonovo». |

Safonovo (en rus: Сафоново) és un poble de l'óblast de Vladímir, a Rússia, segons el cens del 2010 tenia 16 habitants. Pertany al districte municipal de Múrom.